# Terms of Service; Didn't Read
 (novembre 2021).
Terms of Service; Didn't Read (ToS;DR) est un projet communautaire qui vise à analyser et à évaluer les conditions d'utilisation (en anglais : ToS) et les politiques de confidentialité des principaux sites et services Internet. Chaque aspect des conditions d'utilisation d'un site est évalué comme positif, négatif ou neutre. Les services sont classés de A (excellent) à E (horrible) une fois que suffisamment d'examinateurs bénévoles les aient notés,. Le nom du projet provient d'une expression en anglais « too long; didn't read » pouvant être traduite par « trop long; pas lu ». Elle est notamment utilisée pour annoncer un résumé de texte.
Le projet fut créé en juin 2012 par Hugo Roy, Michiel de Jong ainsi que Jan-Christoph Borchardt. Le site était dirigé par Hugo Roy, alors étudiant en droit  de 2012 à 2015.
Le projet propose une extension de navigateur, disponible sur Mozilla Firefox, Apple Safari, Google Chrome et l'ensemble des navigateurs basés sur Chromium qui permet d'afficher la note attribuée et un résumé de la politique de confidentialité des sites web référencés,.

## Histoire
Plusieurs sources d'inspiration ont été notées pour ToS;DR, y compris les résumés de licences en anglais simple de Creative Commons, les évaluations d'efficacité énergétique de l'UE mais également les icônes d'⁣Aza Raskin.